# Primera División de Montenegro 2025-26
La Primera División de Montenegro 2025-26 será la edición número 20 de la Primera División de Montenegro. La temporada comenzó el 3 de agosto de 2025 y terminará el 4 de junio de 2026.
Budućnost es el campeón defensor tras ganar su séptimo título la temporada anterior.

## Sistema de competición
Los 10 equipos participantes jugarán entre sí todos contra todos, cuatro veces totalizando 36 partidos cada uno, al término de la jornada 36 el primer clasificado obtendrá un cupo para la ronda preliminar de la Liga de Campeones 2026-27, mientras que el segundo y tercer clasificado obtendrán un cupo para la Primera ronda de la Liga Conferencia 2026-27. Por otro lado el último clasificado descenderá a la Segunda División de Montenegro 2026-27, mientras que los dos penúltimos jugaran los Play-offs de descenso contra el segundo y tercero de la Segunda División de Montenegro 2025-26 para determinar quien participará en la Primera División de Montenegro 2026-27.
Un tercer cupo para la primera ronda de la Liga Conferencia 2026-27 será asignado al campeón de la Copa de Montenegro.

## Ascensos y descensos
| Pos. | Descendidos de Primera División 2024-25 |
| ---- | --------------------------------------- |
| 10.º | Otrant-Olympic                          |

| Pos. | Ascendidos de Segunda División 2024-25 |
| ---- | -------------------------------------- |
| 1.º  | Mladost DG                             |

## Equipos participantes
| Equipo     | Ciudad       | Estadio                  | Capacidad |
| ---------- | ------------ | ------------------------ | --------- |
| Arsenal    | Tivat        | Estadio Parku            | 2,000     |
| Bokelj     | Kotor        | Estadio Pod Vrmcem       | 5,000     |
| Budućnost  | Podgorica    | Stadion pod Goricom      | 15,230    |
| Dečić      | Tuzi         | Stadion Tuško Polje      | 2,000     |
| Jedinstvo  | Bijelo Polje | Gradski stadion          | 5,000     |
| Jezero     | Plav         | Stadion Pod Racinom      | 2,500     |
| Mladost DG | Podgorica    | DG Arena                 | 4,300     |
| Mornar     | Bar          | Stadion Topolica         | 2,500     |
| Petrovac   | Petrovac     | Stadion Mitar Mićo Goliš | 1,630     |
| Sutjeska   | Nikšić       | Stadion kraj Bistrice    | 5,214     |

## Clasificación
| Pos. | Equipo        | Pts. | PJ | G | E | P | GF | GC | Dif. | Clasificados y descensos 2026-27                    |
| ---- | ------------- | ---- | -- | - | - | - | -- | -- | ---- | --------------------------------------------------- |
| 1    | Dečić         | 9    | 3  | 3 | 0 | 0 | 7  | 3  | +4   | Primera Ronda de la Liga de Campeones               |
| 2    | Sutjeska      | 7    | 3  | 2 | 1 | 0 | 5  | 1  | +4   | Primera Ronda clasificatoria de la Liga Conferencia |
| 3    | Petrovac      | 5    | 3  | 1 | 2 | 0 | 4  | 2  | +2   | Primera Ronda clasificatoria de la Liga Conferencia |
| 4    | Mladost DG    | 4    | 3  | 1 | 1 | 1 | 9  | 7  | +2   |                                                     |
| 5    | Arsenal Tivat | 4    | 2  | 1 | 1 | 0 | 4  | 2  | +2   |                                                     |
| 6    | Budućnost     | 3    | 2  | 1 | 0 | 1 | 2  | 2  | 0    |                                                     |
| 7    | Jezero        | 2    | 3  | 0 | 2 | 1 | 4  | 5  | −1   |                                                     |
| 8    | Bokelj        | 2    | 3  | 0 | 2 | 1 | 4  | 6  | −2   | Promoción de descenso                               |
| 9    | Mornar        | 1    | 3  | 0 | 1 | 2 | 3  | 8  | −5   | Promoción de descenso                               |
| 10   | Jedinstvo     | 0    | 3  | 0 | 0 | 3 | 2  | 8  | −6   | Descenso a Segunda División de Montenegro 2026-27   |

Actualizado a los partidos jugados el 17 de agosto de 2025.
 Fuente: Football Association of Montenegro, Soccerway
Criterios de clasificación: Puntos • Puntos directos • Diferencia de gol directa • Goles marcados directos • Diferencia de gol • Goles marcados • Sorteo.

## Resultados
| Local \ Visitante | ARS | BOK | BUD | DEC | JED | JEZ | MDG | MOR | PET | SUT |
| ----------------- | --- | --- | --- | --- | --- | --- | --- | --- | --- | --- |
| Arsenal Tivat     | —   |     | Apl |     | 2–0 |     |     |     |     |     |
| Bokelj            |     | —   |     |     |     |     | 2–2 |     |     |     |
| Budućnost         |     |     | —   |     |     |     |     |     |     | 0–1 |
| Dečić             |     |     |     | —   |     |     | 3–2 | 3–1 |     |     |
| Jedinstvo         |     |     |     | 0–1 | —   |     |     |     |     |     |
| Jezero            |     | 2–2 | 1–2 |     |     | —   |     |     |     |     |
| Mladost DG        |     |     |     |     | 5–2 |     | —   |     |     |     |
| Mornar            | 2–2 |     |     |     |     |     |     | —   |     |     |
| Petrovac          |     | 2–0 |     |     |     | 1–1 |     |     | —   |     |
| Sutjeska          |     |     | a   |     |     |     |     | 3–0 | 1–1 | —   |

| Local \ Visitante | ARS | BOK | BUD | DEC | JED | JEZ | MDG | MOR | PET | SUT |
| ----------------- | --- | --- | --- | --- | --- | --- | --- | --- | --- | --- |
| Arsenal Tivat     | —   |     |     |     |     |     |     |     |     |     |
| Bokelj            |     | —   |     |     |     |     |     |     |     |     |
| Budućnost         |     |     | —   |     |     |     |     |     |     | a   |
| Dečić             |     |     |     | —   |     |     |     |     |     |     |
| Jedinstvo         |     |     |     |     | —   |     |     |     |     |     |
| Jezero            |     |     |     |     |     | —   |     |     |     |     |
| Mladost DG        |     |     |     |     |     |     | —   |     |     |     |
| Mornar            |     |     |     |     |     |     |     | —   |     |     |
| Petrovac          |     |     |     |     |     |     |     |     | —   |     |
| Sutjeska          |     |     | a   |     |     |     |     |     |     | —   |